# Marcos Santilli
Marcos Santilli (Assis, 27 de julho de 1951) é um fotógrafo brasileiro. Foi diretor do Museu da Imagem e do Som de São Paulo de 1995 a 2003.
Profissionalizou-se fotojornalista em 1970, quando cursava a Faculdade de Arquitetura na Universidade de Brasília. Fotografou para diversos jornais, revistas nacionais e internacionais, notadamente para a Editora Abril.
Profissionalizou-se fotógrafo em 1970, após completar três anos no Instituto de Artes e Arquitetura da Universidade de Brasília, onde iniciou-se na fotografia.  Fez estudos técnicos na Agfa Gevaert em Londres em 1973.  Trabalhou inicialmente como contratado do Diário de Brasília e Jornal de Brasília e de 74 a 78 foi membro do staff da Editora Abril.  Paralelamente à atividade de fotógrafo, estudou um ano Comunicação Visual e dois anos Rádio e Televisão na Fundação Armando Álvares Penteado, em São Paulo.  Pesquisou fotografia, cinema, vídeo e informática na New School for Social Research em New York, como bolsista da Fulbright Comission.
A partir de 1977, Marcos Santilli passa a desenvolver Nharamaã, projeto de documentação audio-fotográfica sobre as transformações humanas e ambientais na Amazônia, que continua em andamento e que resultou já em 3 livros, discos, espetáculos, audiovisual e filmes. Foi bolsista também da The John Simon Guggenheim Memorial Foundation, CNPQ-Conselho de Desenvolvimento Tecnológico e Científico, Ministério da Cultura,  Capes - Coordenação de Aperfeiçoamento de Pessoal de Nível Superior do Ministério da Educação, Secretaria de Estado da Cultura de São Paulo, Fundação Vitae (fotografia e vídeo), Fundação Japão, e The Banff Centre for the Arts.
As fotografias de Marcos Santilli tiveram centenas de publicações brasileiras e estrangeiras: jornais, revistas, livros, filmes, vídeos, discos, audiovisuais, espetáculos musicais, CD Roms, programas especiais de TV e exposições.  Foram editados os livros individuais de fotografia: Àre (Sver e Bocato Editores, São Paulo, 1987), Madeira-Mamoré, Imagem e Memória  (Memória Comunicações Ltda., São Paulo, 1987) e Amazon, a Young Reader’s Look at the Last Frontier  (Boyds Mills Press. Honesdale, EUA, 1991).
Marcos Santilli foi fundador e primeiro vice-presidente da União dos Fotógrafos do Estado de São Paulo e da União dos Fotógrafos de Brasília. Coordenou diversos cursos, palestras e oficinas no Brasil, Venezuela Estados Unidos e Canadá. É membro fundador e foi coordenador geral do Nafoto - Núcleo dos Amigos da Fotografia, entidade que promove o Mês Internacional da Fotografia e o Seminário Internacional de Fotografia.
Foi diretor do MIS - Museu da Imagem e do Som de São Paulo de 1997 a 2003, realizando neste período mais de 700 eventos nas áreas de cinema, vídeo, fotografia, artes gráficas, multimídia, novas tecnologias e memória oral. Santilli foi presidente da Comissão de Fotografia da Secretaria de Estado da Cultura durante 4 anos e atualmente dirige a Memória Comunicações Ltda. que desenvolve projetos culturais nas áreas de fotografia, vídeo e artes gráficas e mantém a Pousada dos Anjos.